# Orville (Orne)
Orville is een plaats en voormalige gemeente in het Franse departement Orne in de regio Normandië en telt 105 inwoners (2009). De plaats maakt deel uit van het arrondissement Mortagne-au-Perche.

## Geschiedenis
Op 1 januari 2016 fuseerde Orville met de gemeente Le Sap tot de gemeente Sap-en-Auge. 

## Geografie
De oppervlakte van Orville bedraagt 7,2 km², de bevolkingsdichtheid is dus 14,6 inwoners per km².
De onderstaande kaart toont de ligging van Orville (Orne) met de belangrijkste infrastructuur en aangrenzende gemeenten.

## Demografie
Onderstaande figuur toont het verloop van het inwonertal (bron: INSEE-tellingen).